# Herb powiatu mikołowskiego
Herb powiatu mikołowskiego – jeden z symboli powiatu mikołowskiego, ustanowiony 26 maja 2001.

## Wygląd i symbolika
Herb przedstawia na tarczy w polu czerwonym postać rycerza w srebrnej zbroi trzymającego tarczę herbową z górnośląskim godłem - orłem Piastów Śląskich w polu błękitnym. Postać rycerza w herbie nawiązuje do osoby księcia opolskiego, a także do istniejącego niegdyś na terenie obecnego powiatu mikołowskiego i potwierdzonego w źródłach historycznych Towarzystwa Białego Rycerza. Postać rycerza znajduje się również w herbie Mikołowa. Barwy błękitna i złota są barwami flagi województwa śląskiego oraz Górnego Śląska, natomiast biel i czerwień nawiązują do polskich barw narodowych.